# Прогулка с собакой

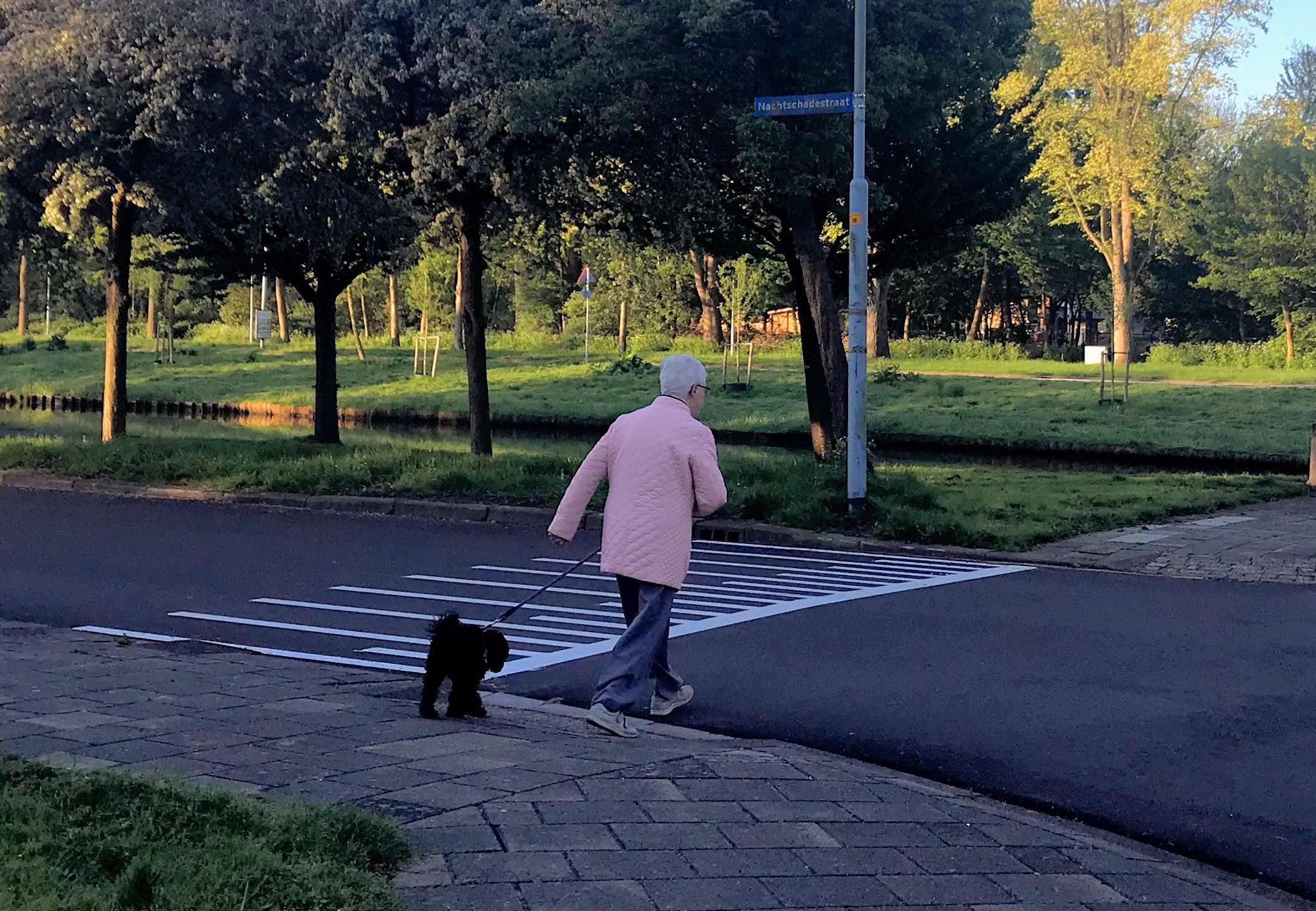
Женщина гуляет с собакой

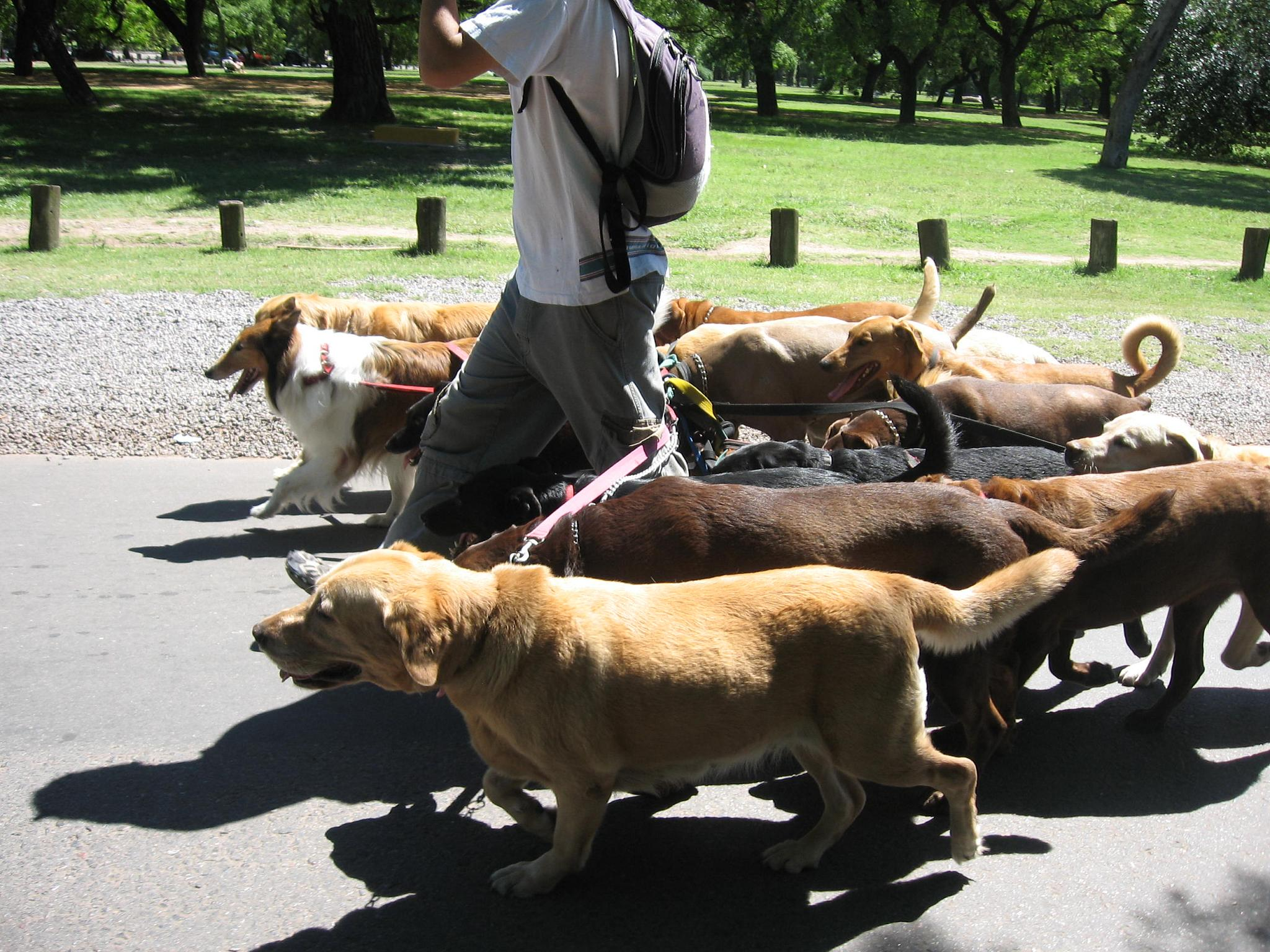
Служба выгула собак

Прогулка с собакой — процесс, когда человек гуляет с собакой. В основном прогулка начинается от места обитания собаки, и там же заканчивается. Обычно во время прогулки используются ошейник, поводок или намордник. И домашним животным и их владельцам прогулки приносят много пользы и удовольствия, включая физические упражнения и общение.

## Описание

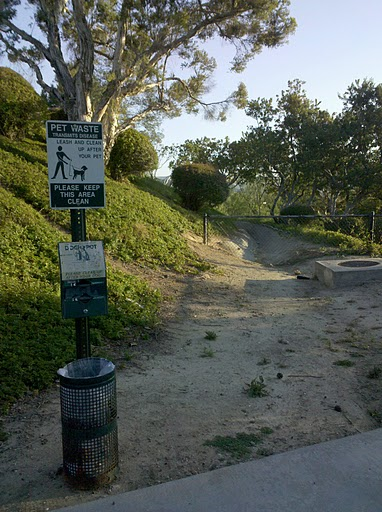
Многие города поощряют собаководов гулять со своими питомцами, предоставляя бесплатные пакеты для отходов жизнедеятельности собак на популярных дорожках или в парках, таких как этот в Йорба-Линда, Калифорния

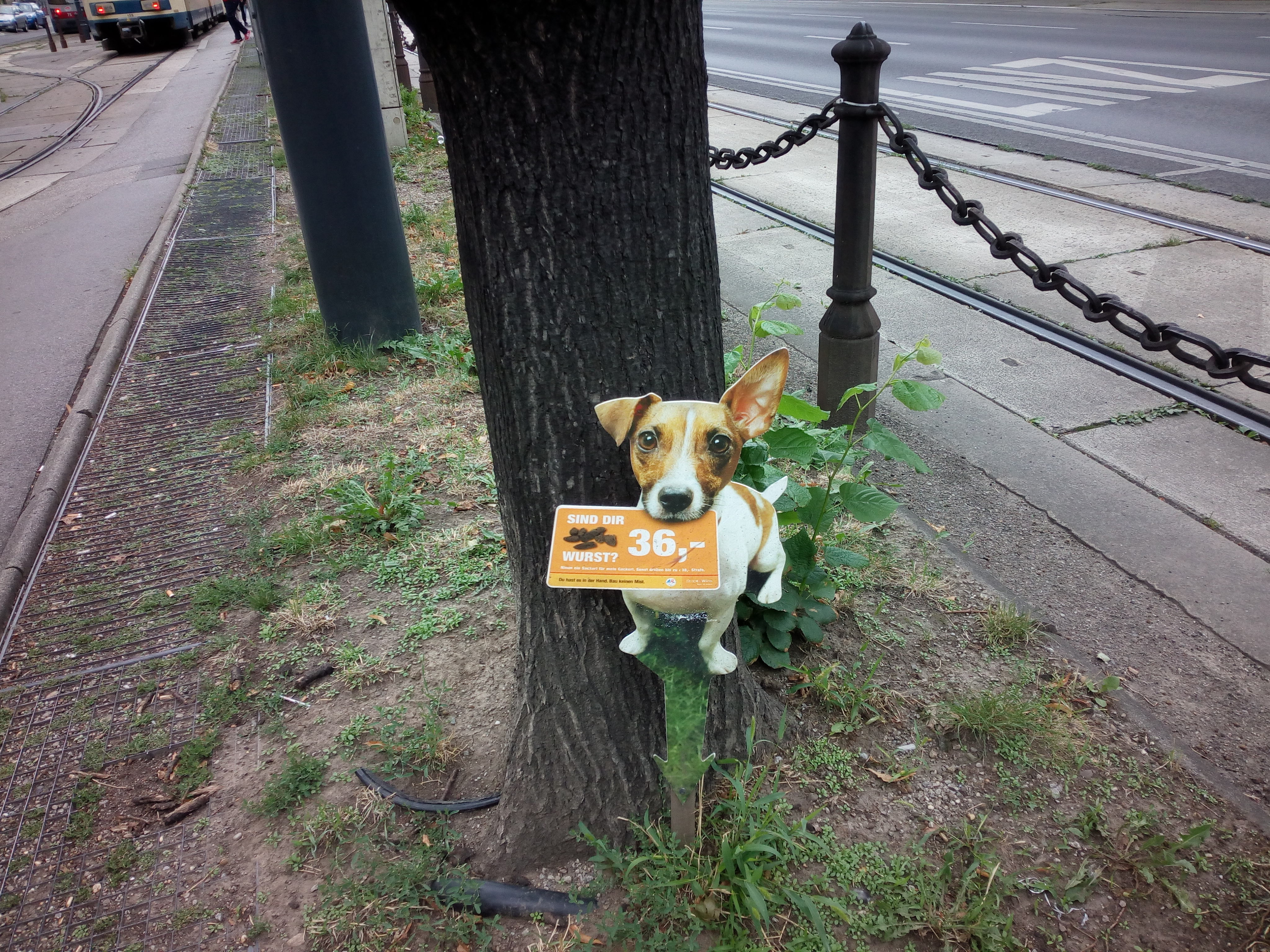
Напоминание о штрафе за неубранные отходы жизнедеятельности собаки в Вене.

Собаку удерживают поводком на шее или шлейкой или она просто следует за своим опекуном благодаря привязанности и с помощью словесного контроля. Обычно собаку выгуливает опекун или другой член семьи, но есть и профессиональные выгуливатели собак.
Владельцы также могут отправиться со своими собаками в пеший поход. На многих туристических тропах размещены требования держать собак на поводке, чтобы не мешать другим туристам и животным.

## Польза для здоровья
Исследование, проведенное Университетом штата Мичиган, показало, что люди, гуляющие с собаками, на 34 % чаще выполняют нормативы физических упражнений, при этом рекомендуемый уровень подобной активности составляет 150 минут в неделю. Мэтью Ривз, соавтор исследования, сказал: «Не существует волшебной палочки, чтобы заставить людей достичь этих показателей, но прогулка с собакой оказывает ощутимое влияние».
Исследование, проведенное Университетом Западной Австралии, показало, что чем выше популярность прогулок с собаками внутри сообщества, тем более тесные межличностные связи в нём складываются. Люди в сообществе чаще узнают и приветствуют друг друга на улице, охотнее помогают соседям. Осознание этого, в свою очередь, могло бы стимулировать увеличение популярности подобных физических нагрузок в сообществе, давая домашним животным и их владельцам шанс на более здоровый образ жизни.

## Профессиональные выгуливатели собак

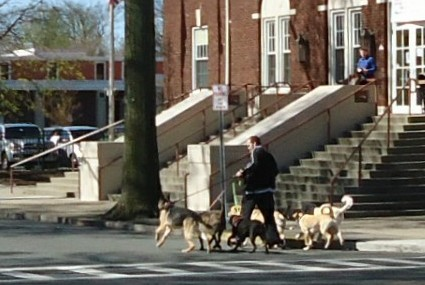
Шесть собак в Саммите, штат Нью-Джерси, стремительно тянут этого профессионального выгуливателя на роликовых коньках по улице.

В США и Европе владельцы собак часто готовы платить профессиональным выгуливателям собак, как частным лицам, так и организациям. Некоторые выгуливатели выводят на прогулку сразу несколько собак, другие — только одну. Продолжительность прогулки может варьироваться в зависимости от породы или запроса владельца, от коротких лёгких прогулок до более длительных с определённым временем, установленным владельцем. Продолжительность прогулки также должна определяться возрастом собаки. Продолжительные прогулки (более 1 часа) не следует предлагать собакам младше 12 месяцев для мелких пород и младше 18 месяцев для крупных, чтобы не перегружать их кости и суставы в период роста. Также набирает популярность «собачий бег». Собачьи бегуны — это профессионалы, которые бегают с собаками, а не гуляют с ними. В некоторых юрисдикциях предприятия по выгулу собак должны иметь лицензию и сотрудников, обученных оказанию первой помощи животным. Профессиональные услуги по выгулу собак можно получить на месте или через справочные онлайн-службы. Получить должность профессионального выгуливателя собак стало сложнее, соискателям необходимо сдавать строгие экзамены и проходить обширную подготовку. Однако, независимо от того, требуется ли лицензирование или обучение, все собаководы, выгуливающие собак других людей, должны знать о передовых методах, таких как использование поводка фиксированной длины, а также учитывать погодные условия.
В Соединенных Штатах первым профессиональным выгуливателем собак считается Джим Бак, который в 1960 году открыл свою службу выгула в Нью-Йорке.

## См. также

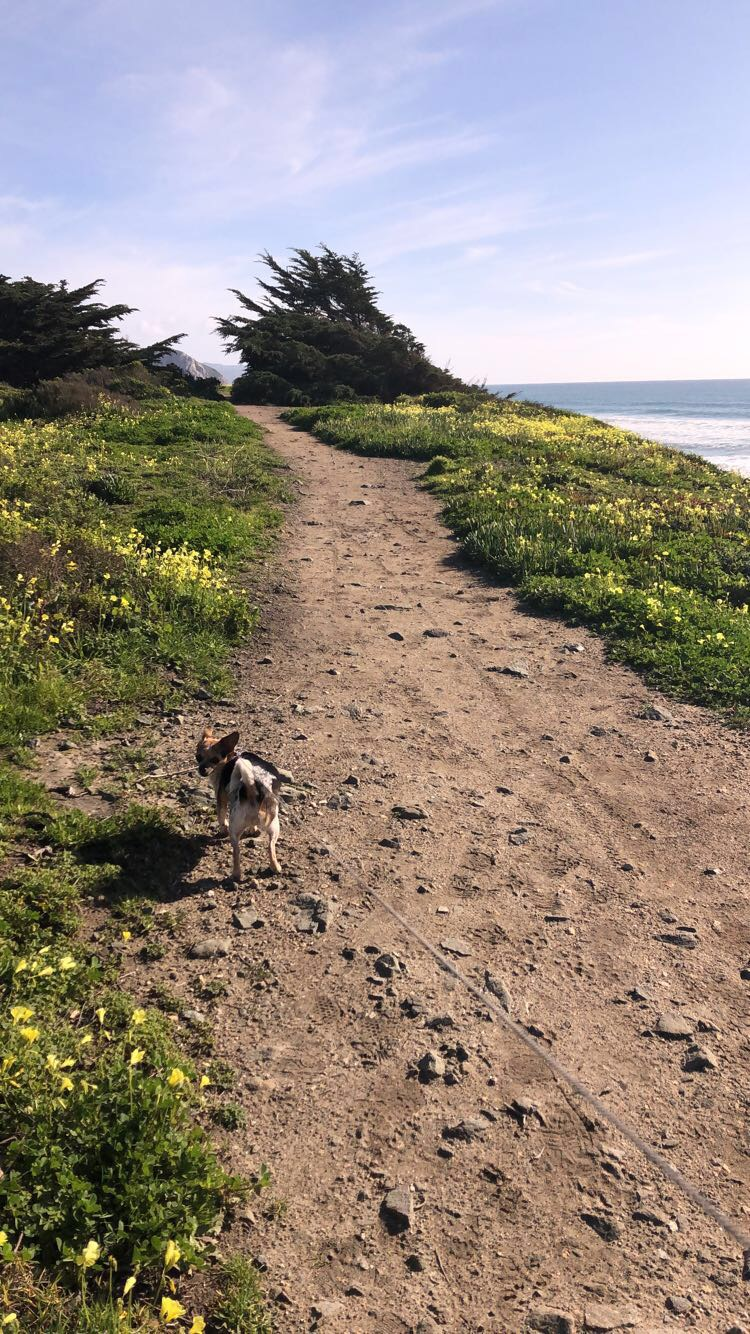
Собака гуляет по пляжу